# Hasdrubal Boiotarch
Hasdrubal (punsky 𐤏𐤆𐤓‬𐤁‬𐤏𐤋, ʿAzrubaʿal), syn Giscův, nazývaný Boiotarch, byl kartaginský vojevůdce, který žil ve 2. století před naším letopočtem.

## Život
Účastnil se boje proti numidskému králi Massinissovi. Nedaleko Tunesu (dnešní Tunis) byl však poražen, přestože zpočátku s 25 000 muži získal určité výhody. Pak se ale dostal do nepříznivého terénu, kde byl v krvavé bitvě poražen a obklíčen. Následně byl v Kartágu odsouzen k smrti. Kartáginci si tím chtěli usmířit Římany, neboť válku s Numidií vedli bez jejich povolení (tím byla porušena mírová smlouva z druhé punské války). K vykonání rozsudku však nedošlo, podařilo se mu uprchnout.
Když pak Řím vyhlásil Kartágu novou válku a římská vojska se vylodila v Africe, rozsudek smrti byl zrušen, Hardrubas se naopak stal velitelem armády a zapojil se do třetí punské války, která probíhala v letech 149–146 před naším letopočtem. Střetl se s Publiem Corneliem Scipionem (celým jménem Publius Cornelius Scipio Aemilianus Africanus Numantinus mladší). Před Scipionem marně bránil samotné Kartágo, město bylo ale nakonec dobyto a armáda i obyvatelstvo se vzdali. Hasdrubal se svou rodinou a 900 stoupenci se uchýlil do pevnosti, kde chvíli odolával, ale nakonec jeho spolubojovníci sami zapálili chrám a uhořeli v něm. Hasdrubalova žena před jeho očima zavraždila své děti a poté se vrhla do ohně a proklela ho. Scipio byl vítězem a Kartágo bylo zcela srovnáno se zemí. Hasdrubal zemřel jako římský zajatec v Itálii.
Hasdrubal měl kartaginský titul Boiotarch (Boetharch), což byl název úřadu, jehož přesná náplň není známa.